# Эдкинс, Трейси

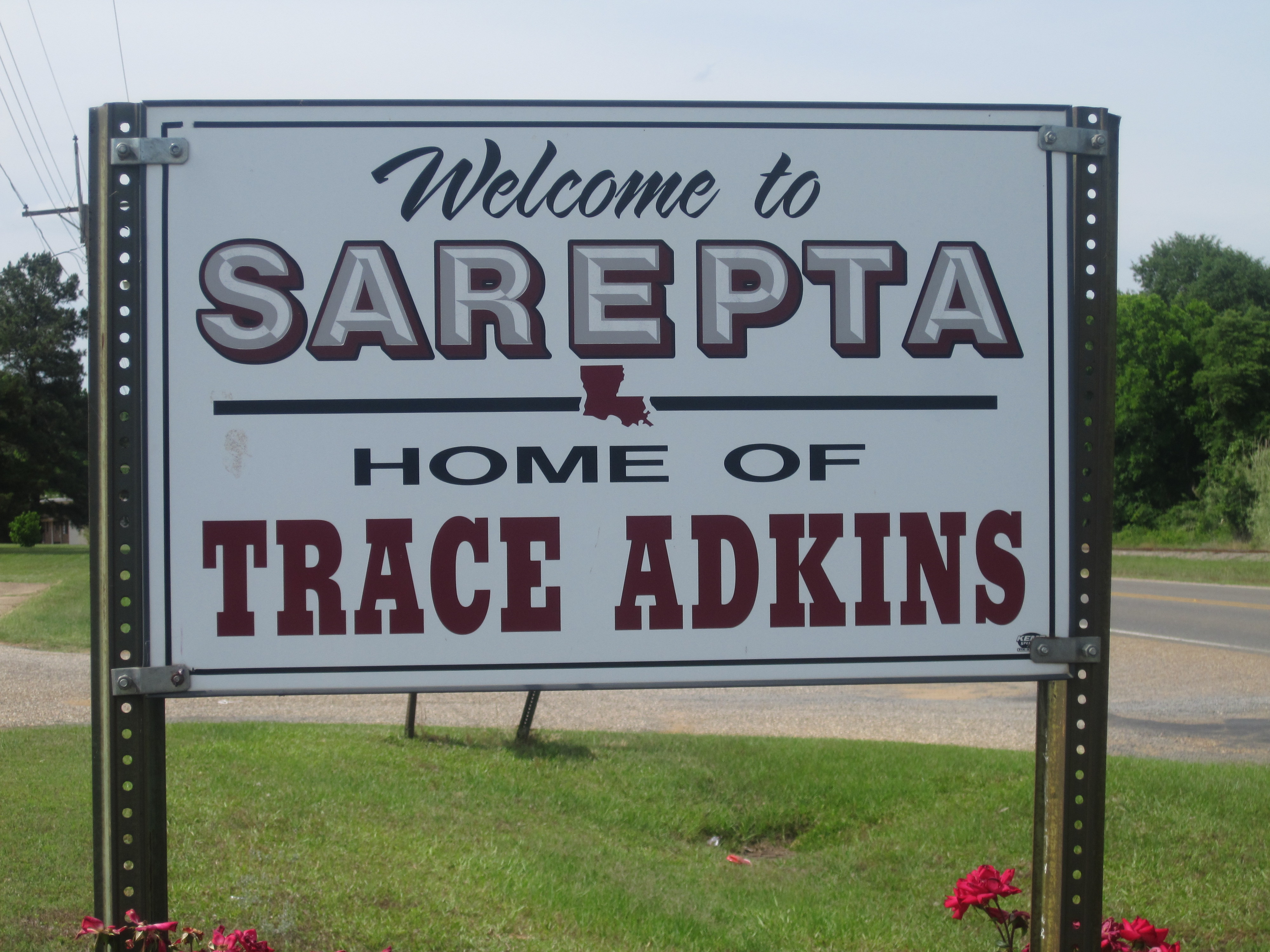
Сарепта (штат Луизиана), родина певца

Трейси Даррелл «Трейс» Эдкинс (англ. Tracy Darrell "Trace" Adkins; род. 13 января 1962, Сарепта, Луизиана, США) — американский кантри-певец и актёр.

## Биография
Родился 13 января 1962 в городе Сарепта на севере штата Луизиана (США).
Он сын мельника Аарона Дойла Эдкинса и фермерши Пегги Кереуэй. Его дядей был христианский музыкант Джеймс Кереуэй (1923—2008).
Учился в Технологическом университете Луизианы, немного работал на буровых нефтяных вышках, выступал в пивных забегаловках, где его и заметил один из музыкальных продюсеров. Первый альбом записал в 1996 году.
Эдкинс имеет двух дочерей, Тара и Сара, от первой жены (Барбара Льюис) и трёх дочерей от третьей жены (Ронда Форлоу Эдкинс):  Маккензи, Бриана, и Тринити. Эдкинс поддерживает Республиканскую партию (США) и выступал на 2012 Republican National Convention в Тампе, Флорида. Он также выступал на National Anthem во время второй инаугурации республиканского губернатора штата Теннесси Билла Хэслема в 2015 году.

## Дискография
Студийные альбомы
- 1996: Dreamin' Out Loud
- 1997: Big Time
- 1999: More…
- 2001: Chrome
- 2003: Comin' On Strong
- 2005: Songs About Me
- 2006: Dangerous Man
- 2008: X
- 2010: Cowboy's Back in Town
- 2011: Proud to Be Here
- 2013: Love Will...
- 2017: Something’s Going On
- 2021: The Way I Wanna Go

Сборники
- 2003: Greatest Hits Collection, Vol. 1
- 2007: American Man: Greatest Hits Volume II
- 2010: The Definitive Greatest Hits: 'Til the Last Shot's Fired
- 2012: 10 Great Songs
- 2013: Icon
- 2014: 10 Great Songs: 20th Century Masters: The Millennium Collection

## Награды и номинации
| Год  | Награда                                                                                   | Результат |
| ---- | ----------------------------------------------------------------------------------------- | --------- |
| 1996 | ACM Top New Male Vocalist                                                                 | Победа    |
| 2008 | CMT Male Video of the Year — «I Got My Game On»                                           | Победа    |
| 2008 | Grammy — Best Male Country Vocal Performance — «You’re Gonna Miss This»                   | Номинация |
| 2008 | Grammy — Best Country Song — «You’re Gonna Miss This» (Ashley Gorley & Lee Thomas Miller) | Номинация |
| 2009 | ACM Single of the Year — «You’re Gonna Miss This»                                         | Победа    |
| 2009 | Grammy — Best Male Country Vocal Performance — «All I Ask For Anymore»                    | Номинация |
| 2009 | Grammy — Best Country Song — «All I Ask For Anymore» (Casey Beathard & Tim James)         | Номинация |
| 2010 | ACM Vocal Event of the Year — «Hillbilly Bone» with Blake Shelton                         | Победа    |
| 2010 | CMT Award — Collaborative Video of the Year — «Hillbilly Bone» with Blake Shelton         | Победа    |